# World on Fire
World On Fire (o mundo em fogo) é um livro de Amy Chua, publicado em 2002, como um estudo académico sobre as divisões étnicas da sociedade.
O título completo é "World on fire: How Exporting Free Market Democracy Breeds Ethnic Hatred and Global Instability" (como a exportação da democracia alimenta ódio étnico e instabilidade global).
Chua argumenta que as minorias étnicas são frequentemente mais bem sucedidas nas sociedades hóspedes e tendem a manter um estatuto desproporcionalmente mais elevado do que a maioria "indígena", criando-se uma situação de hostilidade inflamada entre estas fronteiras.
World On Fire analisa aquilo o que Chua chama de "minorias dominantes do mercado" (market-dominant minorities), grupos como os chineses étnicos no sudoeste asiático, Judeus na Rússia, brancos no Zimbabwe e indianos na África de leste e Fiji. Minorias dominantes do mercado controlam uma porção desproporcionadamente elevada dos recursos dos seus países.
No país de onde sua família provém, as Filipinas, ela explica, a pequena minoria de etnia chinesa detém um estatuto social marcadamente mais elevado que a maioria indígena. O facto de que os filipinos chineses mantêm ligações comerciais com o estrangeiro, bem como o sentimento de coesão entre a comunidade económica dentro das Filipinas, são alvo da inveja e ressentimentos por parte da maioria.
Chua mostra outros exemplos, tais como o das divisões na Bolívia entre espanhóis e índios, na Indonésia entre chineses budistas e nativos muçulmanos, entre outros exemplos.